# Tommaso de Vigilia
Tommaso de Vigilia, Masius de Vigilia, de Virgilio ou de Gilia (actif 1444-1497 à Palerme) est un peintre italien actif en Sicile occidentale dans la seconde moitié du XVe siècle.

## Biographie
Tommaso de Vigilia est originaire de Palerme, puisqu'il signait sous les noms civis Panorm, Panormita ou pictoris de urbe Panormi. 
Du grand nombre de commandes et de la rémunération qu'il percevait, on peut déduire qu'il jouissait d'une bonne réputation dans le milieu artistique de Palerme, et plus généralement dans la zone occidentale de la Sicile. Il y a peu de traces de cette intense activité, documentant surtout la phase plus tardive et plus mature de son style. En fait, toutes les œuvres antérieures à 1460 sont perdues, bien qu'il existe des preuves documentaires de celles-ci.
Il est considéré comme  l'un des protagonistes de la peinture sicilienne pendant plus d'un demi-siècle et des papiers enluminés appartenant au trésor de la cathédrale de Palerme. Les œuvres les plus anciennes mentionnées dans les documents ayant été perdues, il n'est pas possible de retracer sa formation artistique, bien que la tradition veuille que sa formation ait eu lieu dans l'atelier de Gaspare da Pesaro.
Il vivait dans le quartier de Seralcadi, connu désormais sous  le nom de Capo, et avait un atelier à Palerme à partir de 1451.
L'artiste, qui est identifié comme un assistant du « Maître du Triomphe de la Mort  », était déjà actif en 1444. Sa première œuvre connue San Giovanni Evangelista, date de 1460 et est conservé au palais Abatellis à Palerme.

## Œuvres
La plupart de ses œuvres ont été perdues. 
Sont conservées au Palais Abatellis :
- Duca della Verdura, (triptyque)
- Vergine con bambino tra i Santi Girolamo e Teodoro,
- San Nicolò di Bari,
- San Giovanni Evangelista,
- Madonna col bambino tra i Santi Giovanni Battista e Benedetto,
- Madonna in trono con bambino e catena.

Église Sainte-Anne-de-Miséricorde : fresque de la Pietà

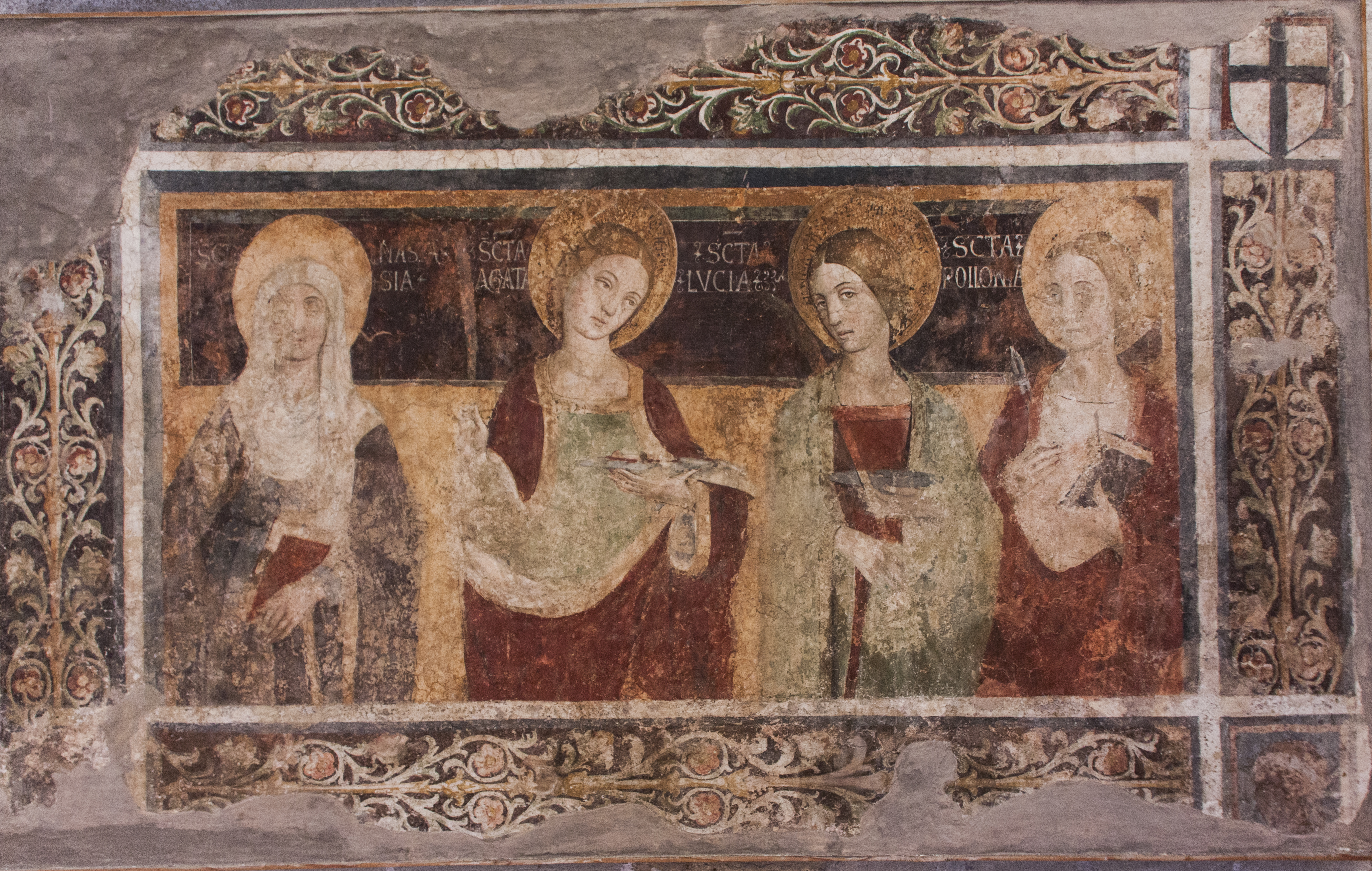
SS. Anastasia, Agata, Lucia et Apollonia ( Musée du palais Abatellis.
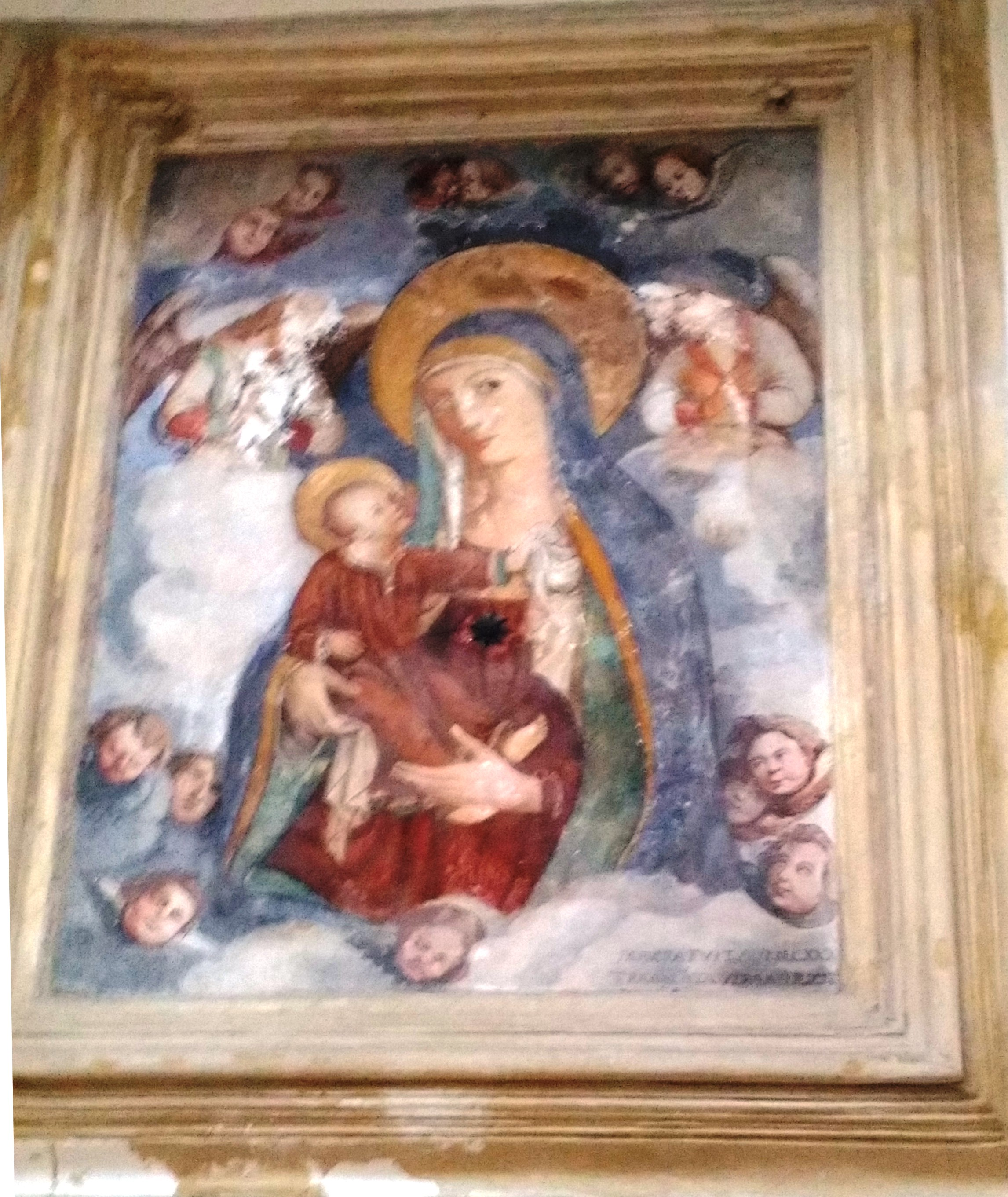
Santa Maria della Stella (Alcamo).
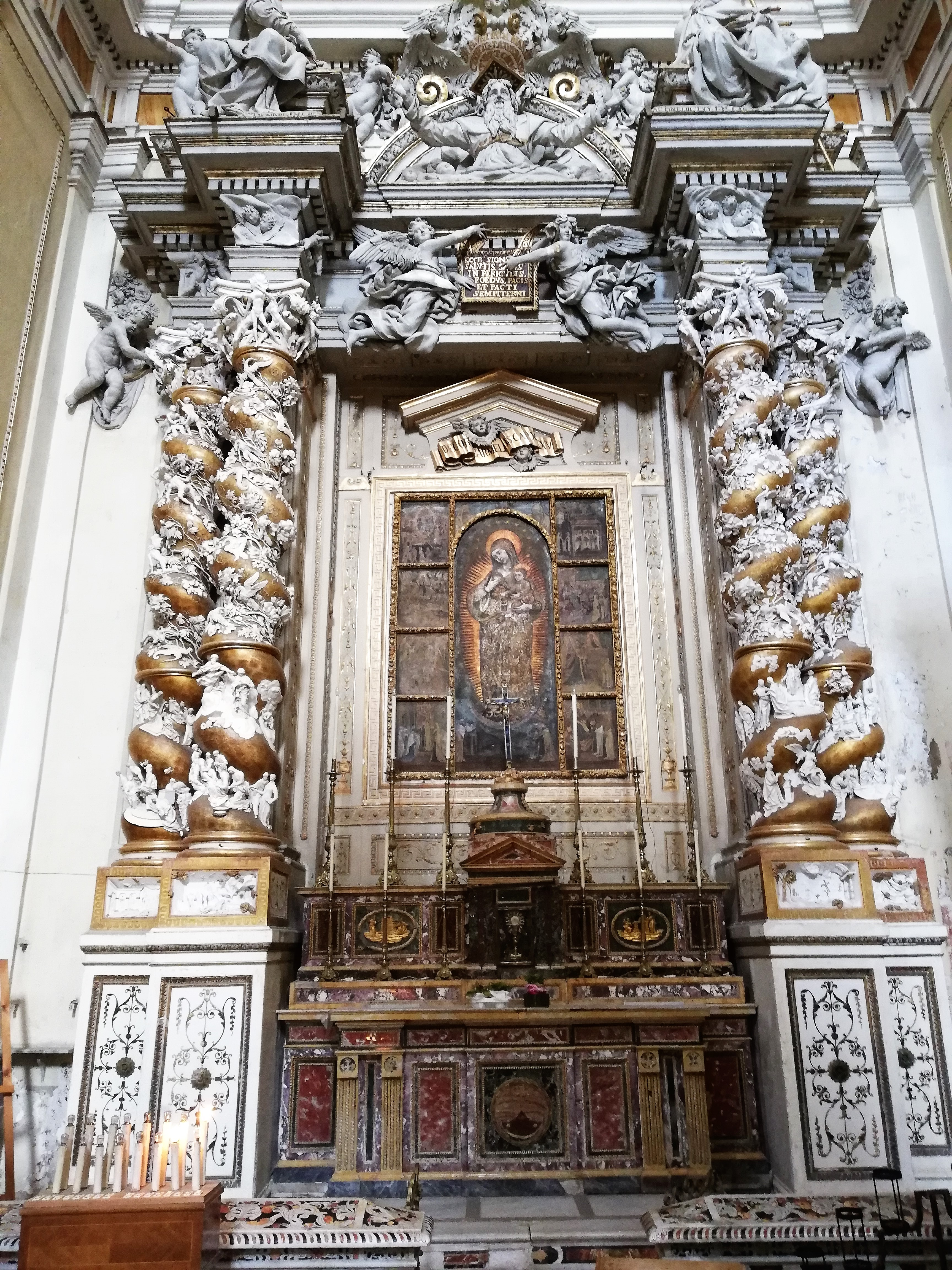
Chapelle de la Madonna del Carmine (Chiesa del Carmine Maggiore, Palerme).